# Zolling
Zolling est une commune de Bavière (Allemagne), située dans l'arrondissement de Freising, dans le district de Haute-Bavière.

## Géographie
La commune est située 6 kilomètres au nord de Freising à la route fédérale 301 de Freising à Abensberg dans la vallée du fleuve Amper. La commune de Zolling est constituée des parties suivantes : Abersberg, Anglberg, Flitzing, Eichenhof, Gerlhausen, Haarland, Hacklschwaig, Hartshausen, Haun, Holzen, Kratzerimbach, Moos, Moosmühle, Oberappersdorf, Oberzolling, Ölpersberg, Osterimbach, Palzing, Siechendorf, Thann, Unterappersdorf, Willertshausen et Walkertshausen.